# Steve Ricchetti
Steven J. Ricchetti je americký lobbista a politický poradce, v letech 2013–2017 personální šéf štábu viceprezidenta Spojených států Joe Bidena a v letech 1998–2001 zástupce personálního šéfa Bílého domu pro provozní otázky v kabinetu prezidenta Billa Clintona. V mezidobí mezi těmito funkcemi pracoval jako lobbista.
Ricchetti byl hlavním plánovačem Bidenovy prezidentské kampaně v roce 2016 (Biden se nakonec rozhodl nekandidovat).
V roce 2020 byl Ricchetti opět šéfem týmu řídícího Bidenovu prezidentskou kampaň a osobně vedl úsilí o získání volebních fondů od finančníků z Wall Streetu. 16. listopadu 2020 bylo oznámeno, že se stane oficiálním poradcem prezidenta Joe Bidena v nadcházející vládě.